# Заперечення Голодомору 1932—1933
Заперечення Голодомору 1932—1933 — твердження, що Голодомору 1932—1933 років, штучного голоду в Радянській Україні, визнаного злочином проти людяності Європейським Парламентом, не існувало. Відповідно до українського законодавства «публічне заперечення Голодомору 1932—1933 років в Україні визнається наругою над пам'яттю мільйонів жертв Голодомору, приниженням гідності Українського народу і є протиправним».
Заперечення та замовчування Голодомору відбувалось в офіційній радянській пропаганді від самого початку і до 1980-тих років. Заперечення Голодомору знайшло підтримку серед деяких західних інтелектуалів та журналістів. Заперечення лунало в часи Голодомору від деяких провідних Західних журналістів, зокрема від Волтера Дюранті та Луїса Фішера. Заперечення Голодомору було дуже добре організованою кампанією з дезінформації, що проводилася радянською владою. Сталіну «вдалось досягти неможливого: придушити всі розмови про Голод… Мільйони помирали, але населення співало хвалу колективізації», зазначив історик та письменник Едвард Радзинський.
Роберт Конквест вважає, що заперечення Голодомору було першим вагомим прикладом застосування радянською владою гітлерівської пропагандистської техніки великої брехні. Подібні кампанії здійснювались для відволікання уваги від Московських процесів та системи ГУЛАГ.

## Замовчування та заперечення уРадянському Союзі

### Замовчування Голодомору

#### 1930-ті роки
Радянська влада здійснила масштабні заходи для запобігання поширенню будь-якої інформації про Голодомор, серед іншого, тримаючи в глибокій таємниці передачу інформації. Коли українські селяни почали тікати на північ до Росії в пошуках хлібу, Йосип Сталін та В'ячеслав Молотов надіслали секретну телеграму місцевим керівникам партії та органів внутрішніх справ з наказом повертати втікачів назад, заявивши, що польські агенти намагаються залякати населення вигаданим голодом. Голова ОДПУ Генріх Ягода згодом доповідав, що понад 200 000 біженців було повернуто назад.
Дружина Сталіна, Надєжда Алілуєва, дізналась про Голод від студентів з України, разом з якими вона навчалась в технічній школі. Вони розповіли про випадки канібалізму та зграї безбатченків. Алілуєва поскаржилась Сталіну, який наказав ОГПУ вичистити всіх студентів, які брали участь в колективізації.
Голова ЦВК СРСР Михайло Калінін на пропозиції Заходу надіслати гуманітарну допомогу дав відповідь про «політичних шахраїв, які пропонують допомогти голодуючій Україні» та заявив, що «лише занепадницькі класи можуть створювати такі цинічні елементи».
В інтерв'ю Ґаресу Джоунзу, в березні 1933 року, Радянський Нарком зовнішніх справ Максим Літвінов заявив, «Немає жодного голоду», та «Ви маєте подивитись далі. Нинішній голод тимчасовий. При написанні книг треба дивитись далі. Важко буде назвати це голодом.»
За вказівкою Літвінова, Борис Сквірський, консул Радянського посольства в США, оприлюднив листа 3 січня 1934 року, у відповідь на памфлет про голод. В цьому листі, Сквірський заявив, що сама думка про те, що Радянська влада «безтурботно вбивала населення України» є «повним гротеском.» Він заявив, що населення України зростало на 2 відсотки щороку протягом попередніх 5 років та смертність «була найнижчою серед всіх республік Радянського Союзу», завершивши тим, «що вона майже на 35 відсотки нижча, аніж смертність в довоєнні часи царизму.»
Згадування про голод було оголошено карним злочином, який карався ув'язненням на 5 років в ГУЛАГ. Покладання вини на владу каралось на смерть.

#### 1980-ті роки
В березні 1983 року посол СРСР в Канаді Олександр Яковлєв в секретній аналітичній записці «Деякі міркування щодо рекламного забезпечення експозиції УРСР на Міжнародній канадській виставці „Людина та її світ“» прогнозує, що «в доповнення до провокаційних компаній „на захист національних прав“ України і „прав людини“ в УРСР (насамперед, так званих „українських політв'язнів“, „української гельсінської групи“, „української катакомбної церкви“) українські націоналістичні главарі в наш час активно включилися в американські підривні акції в зв'язку з 50-річчям т. зв. „штучного голоду на Україні“.» Далі Яковлєв запропонував цілу низку конкретних заходів з метою «нейтралізації ворожих ідеологічних акцій українських буржуазних націоналістів».
Зокрема, в квітні 1983 бюро московського Агентства Преси й Новин в Канаді випустило спеціальний прес-реліз, в якому заперечувався факт голоду в Україні. Цю фальшивку було розіслано в усі великі газети Канади, на теле- і радіостанції, в університети країни, а також членам парламенту, відомим політичним і громадським діячам.
5 липня 1983 року посольство СРСР в Канаді заявило офіційний протест у зв'язку з наміром Едмонтонського відділу Комітету Українців Канади відкрити на центральному майдані міста пам'ятник жертвам Голодомору в Україні. Воно вимагало від канадської влади вжиття всіх заходів, аби не допустити його спорудження.
Також КПРС доручила канадським комуністам підготувати контрпропагандистський матеріал під заголовком англ. «Fraud, Famine and Ukrainian Fascism» (Шахрайство, голод і український фашизм). Книжка була написана журналістом Дуґласом Тоттлом, видана 1987 року в канадському видавництві «Progress Books». Рецензенти з Києва погоджувалися з канадськими в тому, що в книзі переконливо показано, що «авторами антирадянських вимислів та інсинуацій є в абсолюнтній більшості „кримінальні злочинці“, фашистські прислужники, ренегати». Також рецензенти просили змінити назву книжки, оскільки «українського фашизму як такого не було».

### Фальсифікація та приховування доказів
Акти громадського стану в СРСР реєструвались нечітко. Є ряд документів, які свідчать про те, що смерті від голоду не реєструвались в державних органах.  В деяких випадках смерті від голоду не реєструвались, оскільки родичі померлих таємно вивозили трупи на кладовища. Трупи випадкових померлих від голоду знаходили на дорогах населенних пунктів, що унеможливлювало їх облік. Навіть на найвищому державному рівні визнавались факти незадовільного обліку реєстрацій смертей та великий недооблік смертей в актах громадського стану СРСР і також було виявлено, що давались негласні вказівки записувати в документи заявлені родичами смерті від голоду словом «невідомо». Загалом радянська державна статистика характеризувалася замовчуваннями, перекрученнями та фальсифікаціями. Існуює ряд радянських документів, які свідчать про незадовільний стан обліку померлих від голоду та вказівки влади не вказувати причини смертей від голоду. Зокрема, спеціальний кореспондент газети «Правда», маючи владні повноваження, заперечив секретарю сільради села Дорогінка Фастівского району Київської області записані в книгах причини смертей від голоду та вилучив книги, в яких були записи смертей від голоду, стверджуючи, що жодного голоду в селі нема. Однак, відповідно до даних Національної книги пам'яті жертв Голодомору 1932—1933 років в Україні у Київській області, в селі Дорогінка загинуло від голоду десятки жителів цього села.
Справжня кількість померлих приховувалась. Кремлівське керівництво заборонило державним органам та закладам фіксувати в документах справжню причину смерті людей від голоду. 6 лютого 1933 р. з'явилася партійно-державна директива: «Категорично заборонити будь-якій організації вести реєстрацію випадків опухання та смерті в результаті голодомору, крім органів ОДПУ». Сільрадам дали розпорядження при реєстрації смерті не вказувати причини. В 1934 р. поступило нове розпорядження: всі книги ЗАГСів про реєстрацію смертей за 1932—1933 р.. відправити в спецчастини. Радянська влада вилучала та знищувала метричні книги записів смертей 1932—1933 рр. та архівні документи з інформацію про смерті від голоду. СРСР застосовував політику інформаційної блокади та дизінформації щодо масового голоду. Наприклад, в Київській медичній інспекції замість 9 472 тіл померлих було зареєстровано лише 3 997. Були поширені подібні фальсифікації офіційних даних.
Перепис населення в січні 1937 року, перший за 11 років, мав показати досягнення правління Сталіна. Перепис показав, що зростання кількості населення, особливо в Україні, не відповідало офіційним параметрам — викриваючи, в такий спосіб, високу смертність від голоду та спричинених ним демографічних наслідків. Тих, хто займався збиранням даних, провідних працівників статистичного відомства з десятиліттями досвіду роботи, було заарештовано та страчено, як і трьох голів радянського Держкомстату поспіль. Самі ж дані залишались в переховані протягом 50 років в Російському Державному Економічному Архіві.
Наступний перепис 1939 року було навмисно спотворено так, аби кількість населення була завищеною. Переписом було встановлено населення в 170,6 мільйонів людей, цифри, озвученої Сталіним в доповіді XVIII Всесоюзному з'їзді Комуністичної партії в березні того ж року. Наступний перепис був зроблений лише в 1959 році.
На початку 1980-х КДБ СРСР здійснював провокативні заходи, націлені проти поширення правди про Голодомор на міжнародній арені. Підтвердженням цьому можуть бути документи, з яких був знятий гриф таємності та які були оприлюднені громадськості[джерело?].
Апологети радянщини заявляють, що Голодомор був спричинений неурожаєм, але замовчують факти, що в інші роки при ще меншому урожаї голоду не було, що радянська влада під час Голодомору конфісковувала продукти харчування у селян, включаючи малопридатні та непридатні до споживання сурогати їжі, забороняла та блокувала виїзд голодуючих поза межі України, здійснювала експорт зернових за кордон та зберігала значні запаси зерна в резервах, відмовлялася приймати допомогу для голодуючих з-за кордону, замовчувала та заперечувала факти масового голоду і загибель людей від нього. Вони також називають деякі інші фактори Голодомору, як, наприклад, колективізацію, надмірний план хлібозаготівель, шкідництво ворогів радянської влади і т. д. з метою, щоб відвернути увагу від вище вказаних справжніх причин Голодомору та таким чином виправдати сталініський режим.
Прихильники радянщини стверджують, що, відповідно до численних документів та свідчень, багато селян загинуло не від голоду, а тільки від хвороб. Однак вони не враховують те, що саме масове голодування, викликане конфіскацією продуктів харчування радянською владою, та пов'язані з ним стреси значно ослаблювали організм голодуючих та сприяли поширенню хвороб, які разом з голодом спричинювали масову смертність людей, що навіть підтверджується радянськими документами.

### Відгласностідокраху СРСР
У відкритому листі Михайлу Горбачову, в серпні 1987 року В'ячеслав Чорновіл написав про заперечення Голодомору:

«Найбільшою та найганебнішою білою плямою в радянській історії України є глухе мовчання понад 50 років про організований Сталіним і його опричниками (на кшталт Постишева, якого сватають у наші національні герої…) справжній геноцид української нації — страшний голод 1932—1933 рр.,що забрав мільйони людських життів. В одному 1933 році мій народ утратив більше, ніж у цілій Другій світовій війні, що кілька років плюндрувала нашу землю…»

В цей період гласності радянські чиновники визнали, що аграрна політика мала прямий вплив на появу Голоду.
Після колапсу Радянського Союзу, Україна офіційно визнала Голодомор актом геноциду Українського народу.

## Тогочасне заперечення за межами СРСР

### Волтер Дюранті таThe New York Times
На думку Патрика Райта, Роберта Такера, Євгена Лайонса, Мони Чарен та Томаса Вудса, Волтер Дюранті був одним з перших на Заході, хто заперечував Голодомор. В той час, коли лютував Голод, він писав на сторінках The New York Times що «Будь-яке повідомлення про голодування в Росії наразі є перебільшенням або шкідливою пропагандою» та «Нема голоду або голодних смертей, однак підвищена смертність через хвороби від недоїдання.»
У своїх репортажах Дюранті применшував вплив браку харчів на Україну, хоча в приватних розмовах він розповідав Євгену Лайонсу та повідомляв до Британського посольства про те, що населення України та низов'їв Волги «зменшилось» на 6—7 мільйонів. У той час як інші західні журналісти намагались повідомляти про Голод найповніші обсяги інформації, які були можливі за умов існуючої радянської цензури та обмежень на відвідування регіонів вражених Голодом, репортажі Дюранті часто повторювали офіційну позицію Радянської влади. Як написав Дюранті з Москви 1933 року, «Умови важкі, але Голоду немає… Але, грубо кажучи, неможливо зробити омлет не розбивши яйця».

У своїх статтях Дюранті заперечував факт Голодомору в Україні. Він також спростовував повідомлення про Голодомор інших, називаючи їх реакціонерами та звинувачуючи в пропаганді антибольшевизму. Дюранті повторював Радянську пропаганду без перевірки на правдивість. За словами New York Times:
Дослівне сприйняття радянської пропаганди абсолютно вводило в оману, як могло показати навіть елементарне спілкування з простими росіянами того часу.
В серпні 1933, кардинал Теодор Інніцер з Відня закликав по допомогу, стверджуючи, що Голод в Україні забирав життя «схоже що мільйонів» та примушував тих, хто вижив до дітовбивства та канібалізму. 20 серпня 1933 року The New York Times надрукувала заклик Інніцера та офіційне радянське спростування: «в Радянському Союзі нема ані канібалів, ані кардиналів». Наступного дня було надруковане ще й спростування від Дюранті.
Деякі історики вважають репортажі Дюранті вирішальним фактором, який вплинув на рішення Франкліна Делано Рузвельта офіційно визнати Радянський Союз в 1933 році. За словами большевика Карла Радека, в цьому і була основна справа.
Британський журналіст Малкольм Маггерідж писав про Дюранті, що «завжди насолоджувався його товариством; було щось енергійне, життєрадісне, абсурдне в його недбалості, що робило його постійну брехню захоплюючою». Маггерідж назвав Дюранті «найбільшим брехуном, якого зустрічав протягом 50 років журналістської кар'єри.» Інші називали Дюранті «корисним ідіотом номер один спочатку для Леніна, а згодом для Сталіна.»
У 1986 році було розпочато кампанії з вимогою відібрати Пуліцерівську премію The New York Times. Видання, однак, відмовилось повертати приз, заявивши, що Дюранті отримав нагороду за репортажі за декілька років до Голодомору. Однак The New York Times була вимушена визнати, що «деякі з редакторів критикували його репортажі як тенденційні» та що «колективізація була основною причиною Голоду, який вбив мільйони людей в Україні, житниці Радянського Союзу, в 1932 та 1933 роках — через два роки після отримання призу Дюранті.»

### Комуністична партія США
Українська спільнота в США організувала марші протесту в декількох містах в листопаді та грудні 1933 року проти визнання американським урядом Радянського Союзу, який прирік мільйони українців на голодну смерть. Американські комуністи вдались до насильства в спробі примусити замовчати українців.[відсутнє в джерелі] 18 листопада 1933, в Нью-Йорці, 8000 українців пройшли колоною від Вашингтон Сквер Парку до 67-ї вулиці, а близько 500 комуністів бігли за парадом та намагались нападати на учасників ходи. Постраждало п'ятеро учасників. Лише присутність 300 піших та кінних поліцейських, які супроводжували акції протесту, змогла запобігти серйозним проблемам.
17 грудня 1933, в Чикаго, кількасот комуністів влаштували масову атаку на колонну з 5000 українців, завдавши поранень понад 100 учасників. The New York Times назвала ці події «найгіршими заворушеннями протягом років».

### Заперечення Голодомору відомими відвідувачами Радянського Союзу
Провідні британські письменники, як-от Бернард Шоу та Герберт Уеллс, які відвідували Радянський Союз в 1934 році, також заперечували існування Голоду в Україні.
Маніпуляції досягли висоти під час візиту французького прем'єр-міністра Едуара Еріо до України з 26 серпня до 9 вересня 1933, котрий заперечив будь-який голод та порівняв Україну з «садом, який розквітнув». За день до його візиту, всіх жебраків, волоцюг, безбатченків та голодуючих було прибрано з вулиць. Вітрини місцевих магазинів були заповнені їжею, купувати яку було заборонено, а всіх, хто підходив до вітрин надто близько, арештовували. Вулиці були вимиті. Як і решта західних відвідувачів, Еріо зустрічався з фальшивими «селянами», обраними комуністами або комсомольцями, які показували йому здорову худобу. Еріо заявив для преси, що жодного голоду в Україні нема, він не бачив жодного свідчення про його існування, і що це доводило, що критики Радянського Союзу поширювали плітки. «Коли хтось вірить в те, що Україна спустошена голодом, дозвольте мені знизати плечима», заявив він. У випуску від 13 вересня 1933 Правда могла написати, що Еріо «категорично відкинув брехню буржуазної преси про голод в СРСР».
Брак знань про геноцид українців був помічений Джорджем Орвелом, котрий зазначив, що «великі події подібні Голоду в Україні 1933 року, від якого померло мільйони людей, насправді пройшли повз увагу більшості англійських москвофілів.» В 1945 році Орвел написав:
Вважалось однаково правильним поширювати інформацію про голод, якщо він траплявся в Індії та замовчувати його, коли він трапився в Україні. І якщо це було вірним до війни, атмосфера серед інтелектуалів не набагато краща зараз.
Найджел Колі описував вплив Голодомору та його заперечення Дюранті на книжку Орвела «Колгосп тварин».

### Даґлас Тотл
1987 року в про-комуністичному видавництві Progress Publishers була надрукована книжка канадського профспілкового діяча та активіста Даґласа Тотла (Douglas Tottle) «Fraud, Famine, and Fascism: the Ukrainian Genocide Myth from Hitler to Harvard» (Шахрайство, голод та фашизм: міф про геноцид українців від Гітлера до Гарварду). Книжка з'явилась майже одночасно з публічним визнанням факту Голодомору лідером КПУ Володимиром Щербицьким в грудні 1987 року. Як наслідок книжку було вилучено з продажу. Тим не менш вона все ще доступна в інтернеті й вважається «дуже важливою» зокрема Спілкою Сталіністів у Великій Британії.
У книзі написано, що твердження про навмисність організації голодомору з метою геноциду українців є «шахрайством» та «вигадкою нацистських пропагандистів». Також применшується роль «помилок» правління Сталіна та «аматорського радянського планування» та пропонується покласти відповідальність за невдачі на саботажників колективізації в Україні. Також істотні зусилля направлені на доведення несправжності фотографій голоду, припускаючи змову. Тому лише незначна частина книжки присвячена саме Голодомору, оскільки більша її частина містить закиди у змові та фашистському фальшуванні.
Президент Міжнародної комісії з розслідування Голоду в Україні Якоб Сандберг дійшов висновку, що без допомоги Радянського Союзу наявні в книзі матеріали отримати пересічному громадянинові неможливо.

## Сучасні заперечення

### Російська Федерація
Згідно з документами, оприлюдненими Wikileaks, президент Азербайджану Ільхам Алієв розповів британському Принцу Ендрю наступний факт шантажу з боку Президента Росії на Азербайджан з метою запобігти офіційному визнанню геноциду українців, в документі йдеться:
|  | Алієв отримав листа від президента Медведєва, в якому зазначено, що якщо Азербайджан визнає Большевистський штучний голодомор в Україні геноцидом в ООН, «то ви маєте забути про Нагірний Карабах взагалі» |

Такі безпрецедентні й ганебні факти втручання російських політиків/урядовців в політичні та міждержавні стосунки країн сусідів — непоодинокі, що й засвідчує Принц Ендрю.
Також в оприлюднених WikiLeaks документах зазначається, що в розмові з міністром зовнішніх справ Ізраїлю Авігдором Ліберманом міністр зовнішніх справ Російської Федерації Сергій Лавров назвав «історичним ревізіонізмом» офіційне визнання Ізраїлем Голодомору.

14 листопаді 2008 р. Президент Росії Дмитро Медведєв направив послання президентові України Віктору Ющенку, в якому, зокрема, було сказано:
Голод 1932—1933 років у Радянському Союзі не був спрямований на знищення будь-якої окремої нації. Він став наслідком посухи і насильницької колективізації та розкуркулення, що проводилися відносно всієї країни, а не однієї тільки України. Загинули мільйони жителів Середнього і Нижнього Поволжя, Північного Кавказу, Центрального Чорнозем'я, Південного Уралу, Західного Сибіру, Казахстану, Білорусі. Ми не виправдовуємо репресії сталінського режиму щодо всього радянського народу. Але говорити про те, що існувала мета знищення українців, — це значить суперечити фактам і намагатися додати націоналістичний підтекст загальній трагедії. Міркування ж про якісь «якісні відмінності» голоду в Україні від голоду в Росії та інших регіонах СРСР, на наш погляд, просто цинічні й аморальні.
Російські ЗМІ постійно публікують матеріали, в яких заперечується Голодомор як геноцид, фальсифікуються та перекручуються історичні факти.

### Велика Британія
7 листопада 2017 р. у Вестмінстері з цього приводу відбулися спеціальні парламентські слухання. З ініціативою визнати Голодомор геноцидом виступила депутат від керівної Консервативної партії Полін Латам.

Після цього міністерство закордонних справ Британії повідомило, що уряд вирішив не змінювати своєї позиції, згідно з якою термін «геноцид» Лондон офіційно застосовує до злочинів у Сребрениці, Руанді, а також стосовно Голокосту.
Голодомор відбувся до схвалення Конвенції ООН щодо геноциду 1948 року, що визначила геноцид як концепцію міжнародного права, а міжнародне право не можна застосовувати ретроспективно
— зазначають в урядовому роз'ясненні, яке цитує українське посольство.
Британські чиновники наголошують, що Голокост хоч і стосується періоду до 1948 року, «має винятковий статус, бо був підставою для юридичного визначення геноциду конвенцією».
У посольстві України зазначили, що «Лондон у випадку Голодомору міг би піти на політичний крок, визнавши цей злочин геноцидом, або Британія могла б ініціювати судове дізнання у справі Голодомору, щоб кваліфікувати його як геноцид щодо українців».
Водночас диппредставництво схвалило позицію британського уряду, що «невизнання Голодомору геноцидом жодним чином не применшує тяжкості злочину та відповідальності тогочасного радянського керівництва за смерть мільйонів українців».

## «Велика брехня» і Голодомор
Роберт Конквест вважає, що заперечення Голодомору було першим вагомим прикладом застосування Радянською владою пропагандистської техніки Великої брехні. Подібні кампанії здійснювались для відволікання уваги від Московських процесів та системи ГУЛАГ..

## Закон України про Голодомор 1932—1933 років в Україні
Закон України «Про Голодомор 1932—1933 років в Україні» був поданий до Верховної Ради Президентом Віктором Ющенко, ухвалений 28 листопада 2006 р., вступив в дію 1 грудня 2006 р.
Цим законом Голодомор був визнаний геноцидом Українського народу, а публічне заперечення Голодомору — наругою над пам'яттю мільйонів жертв, приниженням гідності Українського народу і є протиправним.